# Glyptocombus
Glyptocombus is een geslacht van wantsen uit de familie van de Schizopteridae. Het geslacht werd voor het eerst wetenschappelijk beschreven door Heidemann in 1906.

## Soorten
Het genus bevat de volgende soorten:

- Glyptocombus halbertae Weirauch, Hoey-Chamberlain & Knyshov, 2018
- Glyptocombus mexicanus Weirauch, Hoey-Chamberlain & Knyshov, 2018
- Glyptocombus saltator Heidemann, 1906
- Glyptocombus suteri Weirauch, Hoey-Chamberlain & Knyshov, 2018